# Радзанув (Білобжезький повіт)
Радзанув (пол. Radzanów) — село в Польщі, у гміні Радзанув Білобжезького повіту Мазовецького воєводства.
Населення — 385 осіб (2011).
У 1975-1998 роках село належало до Радомського воєводства.

## Демографія
Демографічна структура станом на 31 березня 2011 року:
|          | Загалом | Допрацездатний вік | Працездатний вік | Постпрацездатний вік |
| -------- | ------- | ------------------ | ---------------- | -------------------- |
| Чоловіки | 184     | 51                 | 116              | 17                   |
| Жінки    | 201     | 40                 | 105              | 56                   |
| Разом    | 385     | 91                 | 221              | 73                   |